# Regard du Chaudron
La regard du Chaudron est un regard, un ouvrage permettant l'accès à une canalisation, situé dans le 19e arrondissement de Paris, en France.

## Localisation
Le regard est visible dans la cour de l'immeuble du 6 rue de Palestine, dans le 19e arrondissement de Paris. Il est situé sur les pentes de la colline de Belleville.

## Historique
L'édifice se trouvait à l'origine au 2 rue de Palestine. Le regard a été classé monument historique pour la première fois le 4 novembre 1899. Cet arrêté a été annulé afin d'inclure le regard dans le reste des eaux de Belleville le 6 février 2006.